# Caïman de Douala
 Caïman de Douala is een Kameroense voetbalclub uit Douala. De club werd opgericht in 1927 en speelt in de Tweede Divisie.

## Erelijst
Landskampioen
1962, 1968, 1975
Beker van Kameroen
1941, 1942, 1943, 1959